# Iris Berben
Iris Renate Dorothea Berben(pronunciado /ˈiːʁɪs ˈbɛʁbm̩/ (escucharⓘ)Detmold,12 de agosto de 1950) es una actriz, dobladora y activista alemana contra el antisemitismo. Se dio a conocer al gran público en 1978 con Zwei himmlische Töchter (Dos hijas celestiales), dirigida por Michael Pfleghar. Además de numerosas películas para televisión y cine, formó parte del programa cómico Sketchup junto a Diether Krebs y asumió el papel principal en la serie policíaca de la ZDF Rosa Roth.

## Vida y carrera

### Antecedentes y educación
Iris Berben nació en Detmold en 1950 como hija única de los restauradores Heinz y Dorothea Berben. Después de que sus padres se divorciaran a los cuatro años, se trasladó con su madre de Detmold a Münster y más tarde a Hamburgo, tras lo cual vivió con sus abuelos en Essen durante dos años.En Hamburgo, Berben asistió a la escuela primaria, así como a varias escuelas rurales e internados. Cuando tenía doce años, su madre se trasladó a Portugal. Entre otras cosas, Berben repitió el séptimo curso en el internado de St. Peter-Ording y fue expulsada de éste y de otros dos internados, incluido el actual colegio Sophie Barat, antes de terminar su carrera escolar sin graduarse en el instituto e involucrarse en la APO de Hamburgo.

### Trabajo como actriz

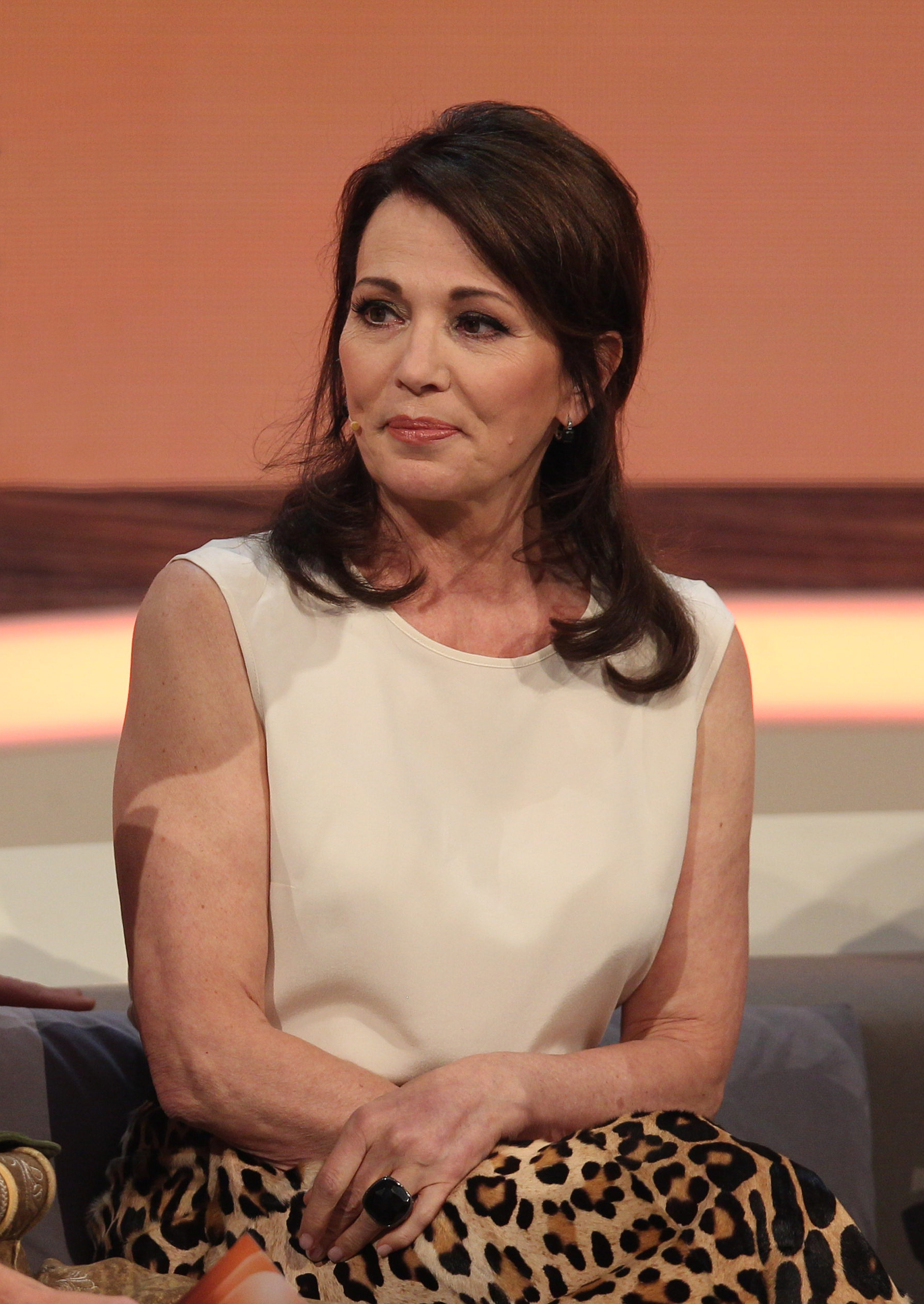
Iris Berben, 2014

A los diecisiete años, Berben empezó a aparecer en varias producciones de cortometrajes en la Academia de Arte de Hamburgo. En 1965 fue la única actriz y actor en la película experimental Noch und Nöcher, de Natias Neutert. Hizo su primera aparición en televisión en 1967, en un programa de Nordschau, de la televisión NDR, sobre los hijos de las flores de la ciudad hanseática, en el que aparecía en un gran plano como distribuidora de flores. En 1968 se trasladó de Hamburgo a Múnich, donde apareció en la película Detektive, dirigida por Rudolf Thome en 1968. Ese mismo año, interpretó el papel de Ann en la película de Edgar Wallace El hombre del ojo de cristal. Un año más tarde actuó junto a Franco Nero y Jack Palance en el western italiano Two Companeros.
Se dio a conocer a un público más amplio en 1978 junto a Ingrid Steeger en la serie secuela de Klimbim Zwei himmlische Töchter, dirigida por Michael Pfleghar. Ese mismo año, Berben ejerció de modelo para Playboy. En 1981, Lutz Büscher le dio su primer papel como actriz de carácter junto a Marianne Hoppe en el telefilme de la ZDF Die Baronin, en el que interpretaba a la joven Elisabeth von Plotho.
Además de numerosas películas y series de televisión, apareció como sucesora de Beatrice Richter en el programa cómico Sketchup junto a Diether Krebs hasta diciembre de 1986. A partir de 1987 interpretó a Evelyn von Guldenburg en la serie de televisión Das Erbe der Guldenburgs. En 1987 y 2002 fue portada de la revista masculina Penthouse.
De 1994 a 2013 interpretó a la inspectora de detectives berlinesa Rosa Roth en la serie policíaca de la ZDF del mismo nombre. El director Carlo Rola, que puso en escena esta serie, trabajó varias veces con Berben, por ejemplo para las series televisivas de varias partes Die Patriarchin (2005), Afrika, mon amour (2007) y Krupp - Eine deutsche Familie (2009) o la adaptación literaria Gott schützt die Liebenden (2008). Siempre la eligió para el papel protagonista.
En 1989, Berben apareció en Karambolage, de Franz Peter Wirth, junto a Volkert Kraeft y Constanze Engelbrecht, como esposa del microbiólogo de la RDA Philipp Achtermann, que estrella su Wartburg contra BMW de un ciudadano de Alemania Occidental. En la adaptación del cuento de hadas moderno checoslovaco-alemán Rey Rana, de Juraj Herz, en 1991, ella y Michael Degen formaron una pareja real que son padres de tres hijas reales. En 1994 interpretó a Almut Gützkow junto a Ulrich Mühe en la adaptación cinematográfica del libro infantil Rennschwein Rudi Rüssel, de Uwe Timm. En Andrea und Marie, de Martin Enlen, asumió uno de los papeles protagonistas junto a Hannelore Elsner como Marie, arquitecta de Hamburgo, en 1998.
Bajo la dirección de Oskar Roehler, volvió a tener un papel protagonista junto a Elsner en el telefilme de 2001 Fahr zur Hölle, Schwester! (¡Vete al infierno, hermana!), en el que interpretaba el papel de Claire, en silla de ruedas desde que sufrió un accidente a los seis años. En la adaptación cinematográfica de la novela autobiográfica homónima de la escritora Anita Lenz, Wer liebt, hat Recht (también de 2002), asumió el papel protagonista de la traductora Maja, traicionada por su marido Helmut, interpretado por Robert Atzorn.
En la adaptación cinematográfica de 2008 de la novela Buddenbrooks, Berben fue vista como la cónsul Buddenbrook.En 2010 apareció en la adaptación cinematográfica de Bodo Fürneisen del cuento de hadas La princesa y el guisante, basado en Hans Christian Andersen, como la hermana del viejo rey (Michael Gwisdek), que quiere heredar el trono con todas sus fuerzas. En 2013 Christiane Balthasar formó parte del reparto del telefilme germano-austriaco Der Wagner-Clan. Eine Familiengeschichte, que trata sobre la herencia de Richard Wagner, en 2013, Christiane Balthasar interpretó junto a Berben el papel de Cosima Wagner, la posterior segunda esposa de Richard Wagner. En el telefilme Sternstunde ihres Lebens (2014) interpretó a la política y abogada Elisabeth Selbert, que hizo campaña por la inclusión de la igualdad de derechos en la sección de derechos fundamentales de la Constitución alemana.  En el telefilme Das Zeugenhaus (también de 2014) dirigido por Matti Geschonneck, fue la condesa de origen húngaro Belavar, que debe dirigir como anfitriona la villa de Núremberg requisada como casa de testigoS.
En la tragicomedia Lang lebe die Königin (2019/20), de Richard Huber, Berben, junto a Gisela Schneeberger, Judy Winter, Eva Mattes y Hannelore Hoger, asumió las escenas que ya no se podían rodar con la propia actriz, gravemente enferma, para completar la película como homenaje a ella. El hecho de haber asumido en esta película una escena que Elsner ya no podía interpretar fue un último homenaje para ella. De este modo, pudo agradecerle una vez más su amistad y sus películas.
En el telefilme de la ZDF Das Unwort (2020) asumió el papel de la doctora Gisela Nüssen-Winkelmann como representante de la autoridad de supervisión escolar que debe decidir si el alumno judío Max Berlinger, que contraataca tras meses de ataques de acoso contra él, debe ser expulsado de la escuela. En la miniserie de cuatro capítulos de TVNOW Unter Freunden stirbt man nicht (También en 2020) interpretó junto a Adele Neuhauser, Heiner Lauterbach y Michael Wittenborn a uno de los cuatro amigos que ocultan la muerte de su amigo Hermann, un economista que va a recibir el Premio Nobel 
Desde el 20 de octubre de 2022 se puede ver a Berben como cabeza de familia en Der Nachname, de Sönke Wortmann.

## Otras actividades
Berben también trabaja como dobladora. Ha prestado su voz a Samantha Mathis (FernGully: Las Aventuras de Zak y Crysta), Diane Keaton (Mira quién habla ahora), Whoopi Goldberg (Racing stripes), Jennifer Saunders (Sing) y Julia Roberts (Smurfs: The Lost Village), entre otras. También pone voz a varios audiolibros. En 2002, Michael Verhoeven puso en escena sus lecturas contrastadas del diario de Ana Frank y los diarios de Joseph Goebbels.
En 2010, Berben fue elegida Presidenta de la Academia Alemana de Cine junto a Bruno Ganz. De 2013 a 2019, ocupó el cargo en solitario.
En 2022, Berben fue nombrada 72.ª Caballero de la Orden contra el Enaltecimiento Animal

## Compromiso social y político

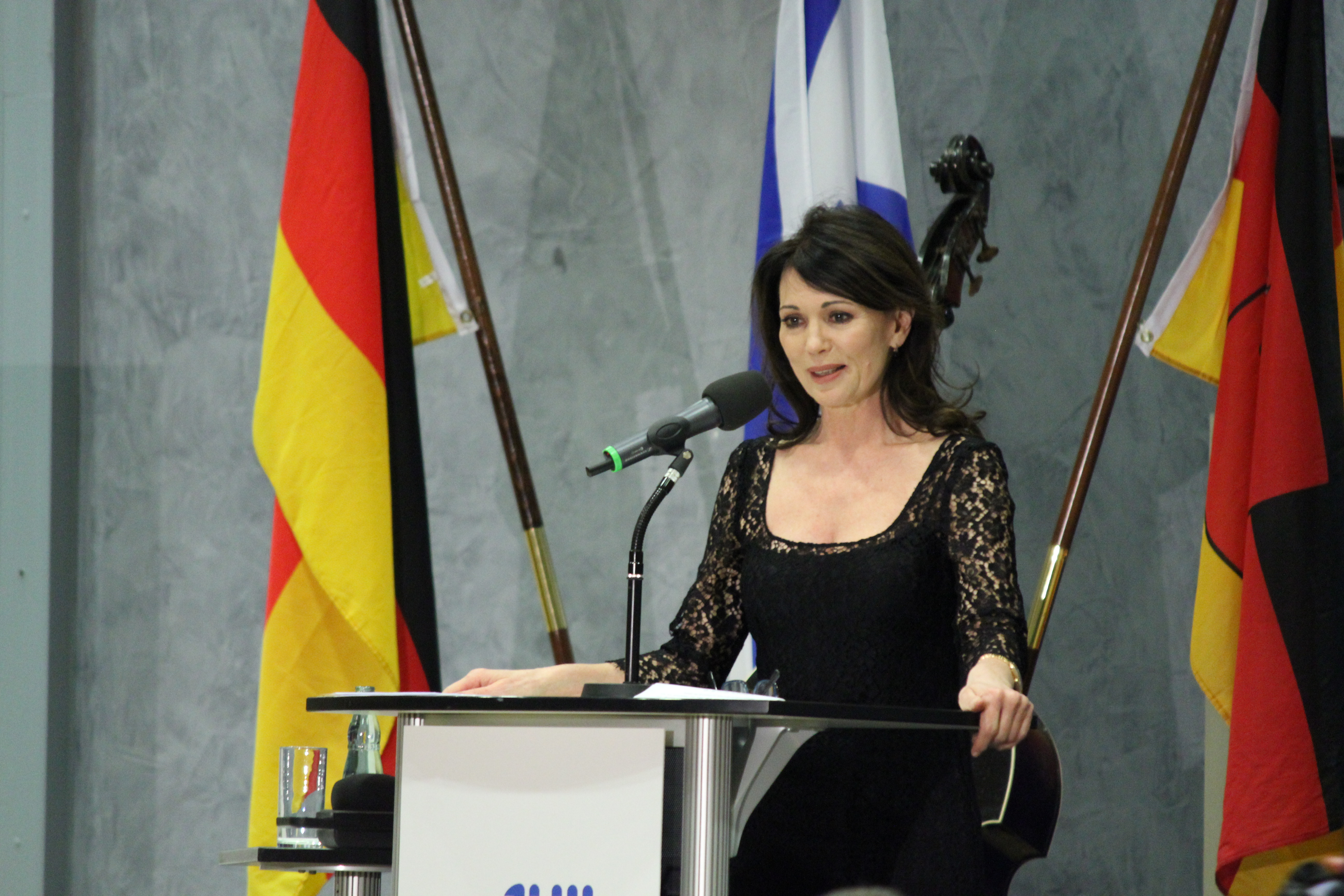
Iris Berben en la presentación del Premio Theodor Lessing, 2013.

Berben viajó a Israel por primera vez tras la Guerra de los Seis Días de 1967. En 2002 recibió el Premio Leo Baeck del Consejo Central de los Judíos de Alemania por su compromiso constante contra el extremismo de derechas y el antisemitismo y a favor del derecho de Israel a existir dentro de unas fronteras seguras. En agosto de 2007 inauguró en Jerusalén, como madrina, la exposición United Buddy Bears. Es la primera firmante de la iniciativa Stop the Bomb, que se opone al programa de armas nucleares de Irán. Berben también apoya a la asociación Gesicht Zeigen Für ein weltoffenes Deutschland e. V., que hace campaña en todo el país contra la xenofobia, el racismo, el antisemitismo y la violencia de extrema derecha. Es patrona de Magen David Adom-Israel in Deutschland e. V., que apoya a Magen David Adom (Escudo Rojo de David, el servicio nacional israelí de rescate y donación de sangre)
También es mecenas del proyecto de teatro musical Die Kinder der toten Stadt (Los niños de la ciudad muerta), que proporciona a las escuelas material educativo para las representaciones y ofrece nuevos enfoques didácticos de la cultura del recuerdo mediante el uso de la música. Berben también es colaboradora del Joven Cine Alemán. Berben también es miembro del patronato de la Fundación Alemana contra el Sida. Desde 2016 es miembro del jurado del Premio Internacional de Derechos Humanos de Núremberg.
Berben apoyó públicamente al SPD en varias elecciones Berben presentó la historia de la socialdemocracia alemana en la ceremonia de conmemoración del 150 aniversario del SPD en mayo de 2013 Apoya la campaña "Meine Stimme für Vernunft" iniciada por el SPD en 2016. El 12 de febrero de 2017 era diputada de la Asamblea Federal.

## Vida privada

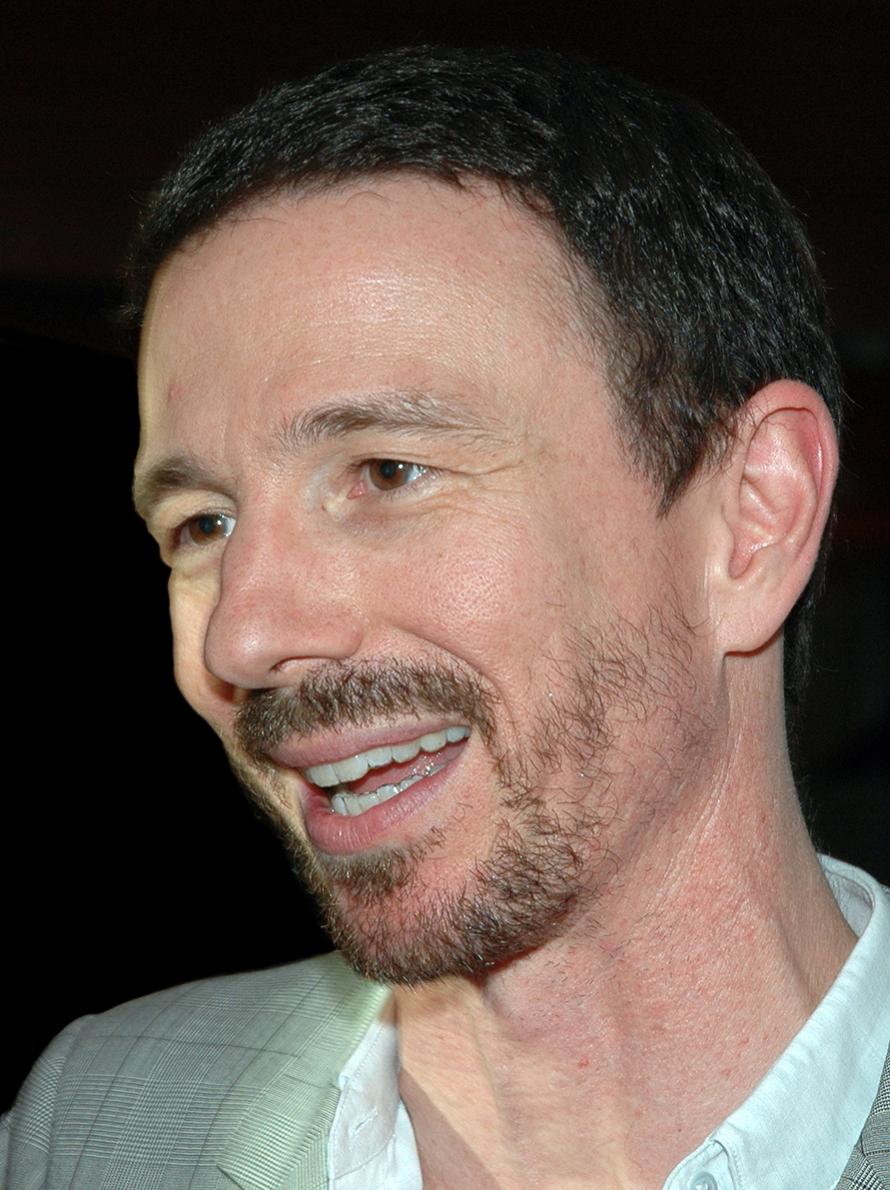
Oliver Berben

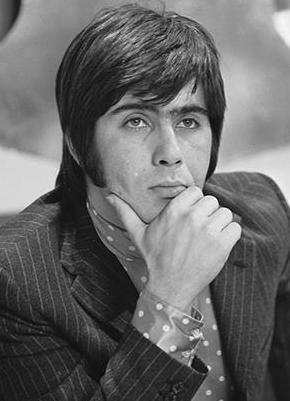
Abi Ofarim

A finales de la década de 1960, Berben mantuvo una relación con Fritz Wepper, a quien conoció en 1968 durante el rodaje de El hombre del ojo de vidrio. Mantuvo una relación con la cantante israelí Abi Ofarim y, de 1974 a 2006, con el empresario israelí Gabriel Lewy. En 2007, conoció a su actual pareja, Heiko Kiesow, durante el rodaje de Afrika, mon amour. Es madre del productor de cine Oliver Berbeny vive en Berlín.

## Filmografía
- Noch und Nöcher (1965) - Sin parar
- Der Mann mit dem Glasauge (1969) - El hombre con el ojo de cristal
- Detektive (1969) - Detectives
- Laßt uns töten, Companeros (1970) - Vamos a matar, compañeros
- Stehaufmädchen (1970) - La chica que se levanta
- Ach du lieber Harry (1980) - Oh, querido Harry
- Schwarzfahrer (1983) - Pasajero Negro
- Tapetenwechsel (1984) - Cambio de Pared
- Das Mißverständnis (Kurzfilm) (1986) - El Malentendido
- Traumschiff Mexico (1987) - Crucero de ensueño en México
- Drei D (1988) - Tres D
- Das Geheimnis des gelben Geparden (1990) - El Secreto del Leopardo Amarillo
- Froschkönig (1991) - Príncipe Rana
- St. Petri Schnee (1991) - Nieve en St. Petri
- Cosimas Lexikon (1992) - El Diccionario de Cosima
- Im Himmel hört Dich niemand weinen (1993) - En el Cielo, Nadie Te Oye Llorar
- Tod in Miami (1994) - Muerte en Miami
- Rennschwein Rudi Rüssel (1995) - Rudi Rüssel, el Cerdito Veloz
- Peanuts – Die Bank zahlt alles (1996) - Peanuts - El Banco Paga Todo
- Kondom des Grauens (1996) - Condón del Terror
- Der stille Herr Genardy (1997) - El Señor Silencioso Genardy
- Living Dead (1998) - Muertos Vivientes
- Frau Rettich, die Czerni und ich (1998) - La Señora Rettich, Czerni y Yo
- Bin ich schön? (1998) - ¿Soy Hermosa?
- Gefährliche Träume – Das Geheimnis einer Frau (2000) - Sueños Peligrosos - El Secreto de una Mujer
- 666 – Traue keinem, mit dem du schläfst! (2002) - 666 - No confíes en Quien Duermes
- Buddenbrooks (2008) - Los Buddenbrook
- Es kommt der Tag (2009) - Viene el Día
- Anleitung zum Unglücklichsein (2012) - Guía para ser Infeliz
- Miss Sixty (2014) - Señorita Sesenta
- Traumfrauen (2015) - Mujeres de Ensueño
- Alki Alki (2015) - Borracho Borracho
- Eddie the Eagle – Alles ist möglich (2016) - Eddie el Águila - Todo es Posible
- Shakespeares letzte Runde (2016) - La Última Ronda de Shakespeare
- Conni & Co (2016) - Conni y Cía
- Conni & Co 2 – Das Geheimnis des T-Rex (2017) - Conni y Cía 2 - El Secreto del T-Rex
- Jugend ohne Gott (2017) - Juventud sin Dios
- High Society (2017) - Alta Sociedad
- Wo sie ist (2017) - Donde Ella Está
- Der Vorname (2018) - El Nombre
- Triangle of Sadness (2022) - Triángulo de Tristeza
- Der Nachname (2022) - El Apellido
- Paradise (2023) - Paraíso
- 791 km (2023) - 791 km

## Telefilmes y películas de varios capítulos
- Brandstifter (1969) - Incendiario
- Supergirl – Das Mädchen von den Sternen (1971) - Supergirl - La Chica de las Estrellas
- Der Fall Eleni Voulgari (1971) - El Caso Eleni Voulgari
- Abschied vom Abschied (1974) - Despedida de la Despedida
- Das Fräulein von Scuderi (1976) - La Señorita de Scuderi
- Die Baronin (1981) - La Baronesa
- Das Viereck (1988) - El Cuadrado
- Tagebuch für einen Mörder (1988) - Diario de un Asesino
- Karambolage (1989) - Choque
- Verflixte Leidenschaft (1992) - Pasión Maldita
- Das große Fest (1992) - La Gran Fiesta
- Christinas Seitensprung (1993) - La Infidelidad de Christina
- Der gefälschte Sommer (1996) - El Verano Falso
- Vergewaltigt – Eine Frau schlägt zurück (1998) - Violada - Una Mujer se Defiende
- Andrea und Marie (1998) - Andrea y Marie
- Das Miststück (1998) - La Zorra
- Die Zauberfrau (1999) - La Mujer Encantada
- Der Solist – Kein Weg zurück (1999) - El Solista - Sin Retorno
- Todsünden – Die zwei Gesichter einer Frau (1999) - Pecados Mortales - Los Dos Rostros de una Mujer
- Das Teufelsweib (2000) - La Mujer del Diablo
- Ein mörderischer Plan (2001) - Un Plan Asesino
- Fahr zur Hölle, Schwester! (2002) - ¡Ve al Infierno, Hermana!
- Wer liebt, hat Recht (2002) - Quien Ama, Tiene Razón
- Die schöne Braut in Schwarz (2002) - La Bella Novia en Negro
- Dienstreise – Was für eine Nacht (2003) - Viaje de Negocios - Qué Noche
- Das Kommando (2004) - El Comando
- Schöne Witwen küssen besser (2004) - Las Viudas Hermosas Besan Mejor
- Die Patriarchin (2005) - La Matriarca
- Silberhochzeit (2006) - Bodas de Plata
- Die Mauer – Berlin ’61 (2006) - El Muro - Berlín '61
- Afrika, mon amour (2007) - África, Mi Amor
- Frühstück mit einer Unbekannten (2007) - Desayuno con una Desconocida
- Duell in der Nacht (2007) - Duelo en la Noche
- Der russische Geliebte (2008) - El Amante Ruso
- Gott schützt die Liebenden (2008) - Dios Protege a los Enamorados
- Kommissar Süden und das Geheimnis der Königin (2008) - Comisario Süden y el Secreto de la Reina
- Krupp – Eine deutsche Familie (2009) - Krupp - Una Familia Alemana
- Tiger-Team – Der Berg der 1000 Drachen (2009) - Equipo Tigre - La Montaña de los 1000 Dragones
- Kennedys Hirn (2010) - El Cerebro de Kennedy
- Die Prinzessin auf der Erbse (2010) - La Princesa y el Guisante
- Meine Familie bringt mich um! (2010) - ¡Mi Familia me Mata!
- Niemand ist eine Insel (2011) - Nadie es una Isla
- Liebesjahre (2011) - Años de Amor
- Die Kronzeugin – Mord in den Bergen (2013) - La Testigo - Asesinato en las Montañas
- Stille (2013) - Silencio
- Ein weites Herz – Schicksalsjahre einer deutschen Familie (2013) - Un Corazón Amplio - Años de Destino de una Familia Alemana
- Der Wagner-Clan. Eine Familiengeschichte (2014) - El Clan Wagner - Una Historia Familiar
- Sternstunde ihres Lebens (2014) - La Hora Estelar de su Vida
- Das Zeugenhaus (2014) - La Casa de los Testigos
- Die Eisläuferin (2015) - La Patinadora
- Die Neue (2015) - La Nueva
- Familie! (2016) - ¡Familia!
- Alt, aber Polt (2018) - Viejo, pero Polt
- Hanne (2019) - Hanne
- Lang lebe die Königin (2020) - Larga Vida a la Reina
- Nicht tot zu kriegen (2020) - Imposible de Matar
- Mein Altweibersommer (2020) - Mi Verano de la Tercera Edad
- Das Unwort (2020) - La Palabra No Deseada
- Altes Land (2020) - Tierra Vieja
- Und dann steht einer auf und öffnet das Fenster (2022) - Y Entonces Alguien se Levanta y Abre la Ventana

## Series de televisión
- Julia von Mogador (Die Leute von Mogador) (1972) - Julia de Mogador (La Gente de Mogador)
- Freiwillige Feuerwehr (1976) - Bomberos Voluntarios
- Derrick (zwei Folgen) (1977) - Derrick (dos Episodios)
- Der Alte (vier Folgen) (1977–1982) - El Viejo (cuatro Episodios)
- Zwei himmlische Töchter (sechs Folgen) (1978) - Dos Hijas Celestiales (seis Episodios)
- Sonne, Wein und harte Nüsse (eine Folge) (1979) - Sol, Vino y Duras Nueces (un Episodio)
- St. Pauli-Landungsbrücken (eine Folge) (1979) - Muelles de St. Pauli (un Episodio)
- Büro, Büro (1981) - Oficina, Oficina
- Angelo und Luzy (1984) - Angelo y Luzy
- Heiße Wickel – Kalte Güsse (eine Folge) (1984) - Envolturas Calientes - Baños Fríos (un Episodio)
- Sketchup (1985–1986) - Sketchup
- Das Erbe der Guldenburgs (39 Folgen) (1986–1990) - La Herencia de los Guldenburg (39 Episodios)
- Ein Fall für zwei (zwei Folgen) (1986) - Caso para Dos (dos Episodios)
- Die glückliche Familie (eine Folge) (1987) - La Feliz Familia (un Episodio)
- Die Wilsheimer (1987) - Los Wilsheimer
- Meister Eder und sein Pumuckl (eine Folge) (1988) - Maestro Eder y su Pumuckl (un Episodio)
- Liebling Kreuzberg (zwei Folgen) (1989) - Querido Kreuzberg (dos Episodios)
- Liebesgeschichten (eine Folge) (1990) - Historias de Amor (un Episodio)
- Rosa Roth (Fernsehreihe) (1994–2013) - Rosa Roth (Serie de TV)
- Tatort: Mordauftrag (1995) - Escena del Crimen: Orden de Asesinato
- Tatort: Das Glockenbachgeheimnis (1999) - Escena del Crimen: El Secreto de Glockenbach
- Schulz & Böhmermann (Talkshow: Rolle der Kathrin Ferrantes) (2017) - Schulz & Böhmermann (Show de Charla: Papel de Kathrin Ferrantes)
- SCHULD nach Ferdinand von Schirach (eine Folge) (2017) - SCHULD según Ferdinand von Schirach (un Episodio)
- Pastewka (Cameo-Auftritt, eine Folge) (2018) - Pastewka (Aparición Especial, un Episodio)
- Die Protokollantin (2018) - La Protocolista
- Unter Freunden stirbt man nicht (4 Folgen) (2020) - Entre Amigos no se Muere (4 Episodios)
- Deutsches Haus (2 Folgen) (2023) - Casa Alemana (2 Episodios)

## Como artista de doblaje
- FernGully – Christa und Zaks Abenteuer im Regenwald (1992) - FernGully: Las Aventuras de Zak y Crysta (Voz en Sincronización de Crysta para Samantha Mathis)
- Kuck mal, wer da jetzt spricht (1993) - Mira Quién Habla Ahora (Voz en Sincronización de Daphne para Diane Keaton)
- Im Rennstall ist das Zebra los (2005) - Racing stripes (Voz en Sincronización de Franny para Whoopi Goldberg)
- Sing (2016) - Sing (Voz en Sincronización de Nana para Jennifer Saunders)
- Die Schlümpfe – Das verlorene Dorf (2017) - Smurfs: The Lost Village (Voz en Sincronización de Schlumpfhilde para Julia Roberts)

## Audiolibros
- Françoise Sagan, Bonjour Tristesse (2005) - Françoise Sagan, Buenos Días Tristeza.
- Minka Pradelski, Und da kam Frau Kugelmann (2006) - Minka Pradelski, Y Entonces Llegó la Señora Kugelmann.[38]
- Anna Gmeyner, Manja (2007) - Anna Gmeyner, Manja.
- Petra Hammesfahr, Die Mutter (2010) - Petra Hammesfahr, La Madre.
- Marina Lewycka, Kurze Geschichte des Traktors auf Ukrainisch (2011) - Marina Lewycka, Breve Historia del Tractor en Ucraniano.
- Iris Berben liest Verbrannte Bücher – Verfemte Komponisten (2011) - Iris Berben Lee Libros Quemados - Compositores Malditos.
- Brüder Grimm, Brüderchen und Schwesterchen (2015) - Hermanos Grimm, Hermanito y Hermanita.
- Brüder Grimm, Frau Holle (2015) - Hermanos Grimm, Señora Holle.
- Hans Christian Andersen, Die kleine Meerjungfrau (2016) - Hans Christian Andersen, La Sirenita.
- David Walliams, Zombie-Zahnarzt (2017) - David Walliams, El Dentista Zombi.
- Petra Hammesfahr, Der stille Herr Genardy (2021) - Petra Hammesfahr, El Señor Genardy el Silencioso.

## Radio
- 2018: Die Kinder der toten Stadt, Hörspiel und Musikalbum, LAVA JAM LJ1801.(Los niños de la ciudad muerta, obra radiofónica y álbum musical)

## Bibliografía

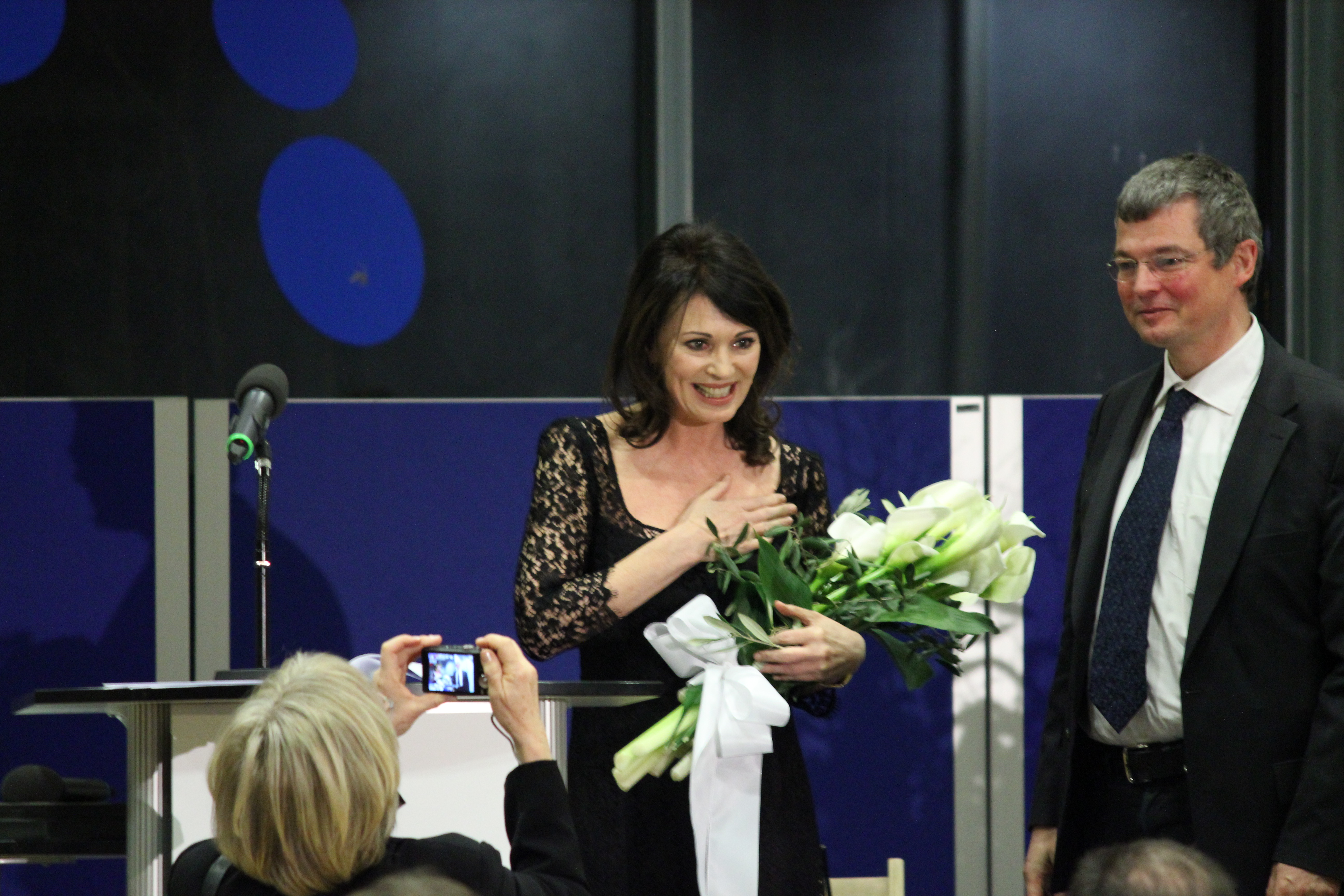
En la entrega del Premio Theodor Lessing, Iris Berben 2013 en Hannover.

## Premios

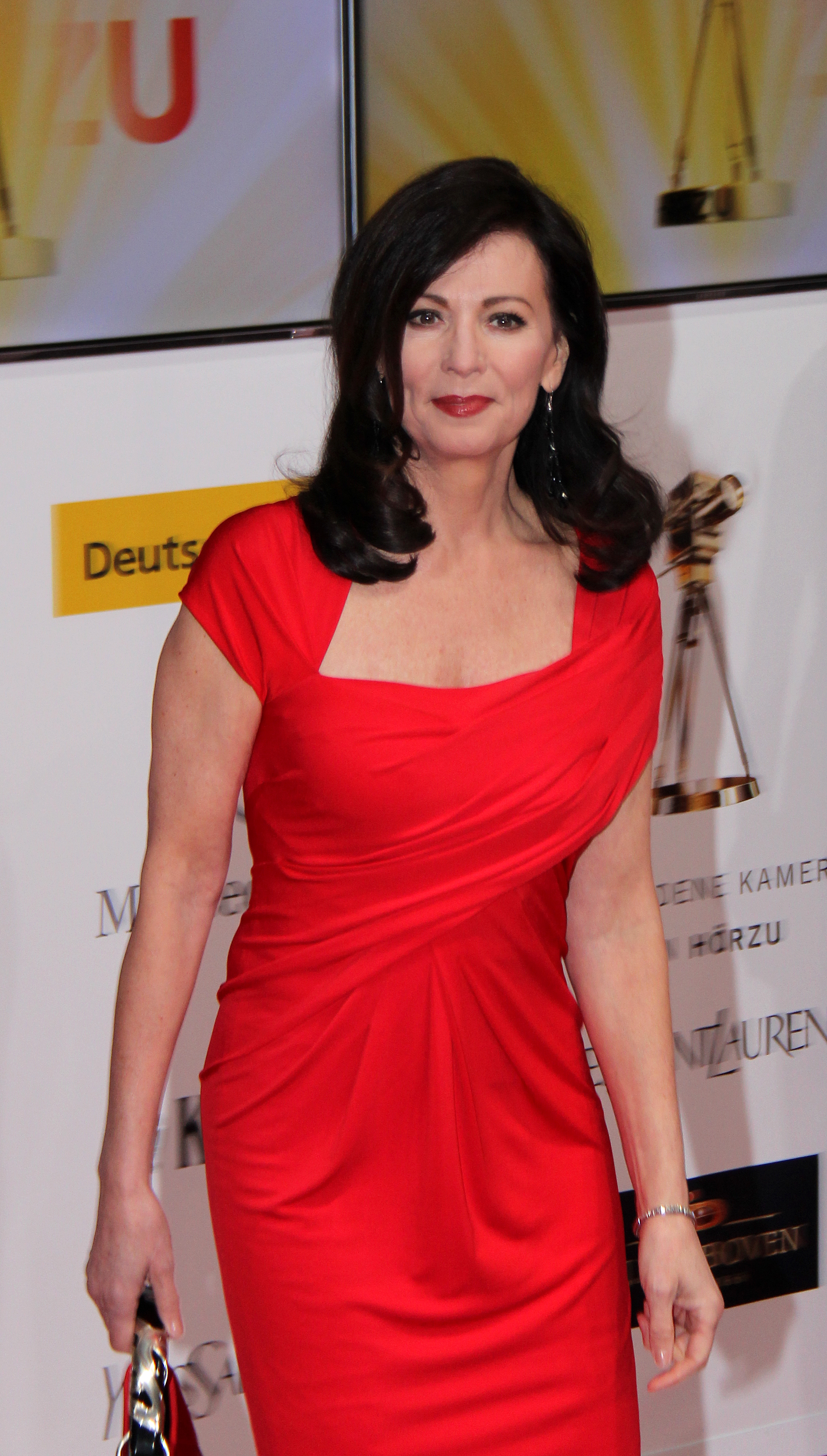
Iris Berben en 2012

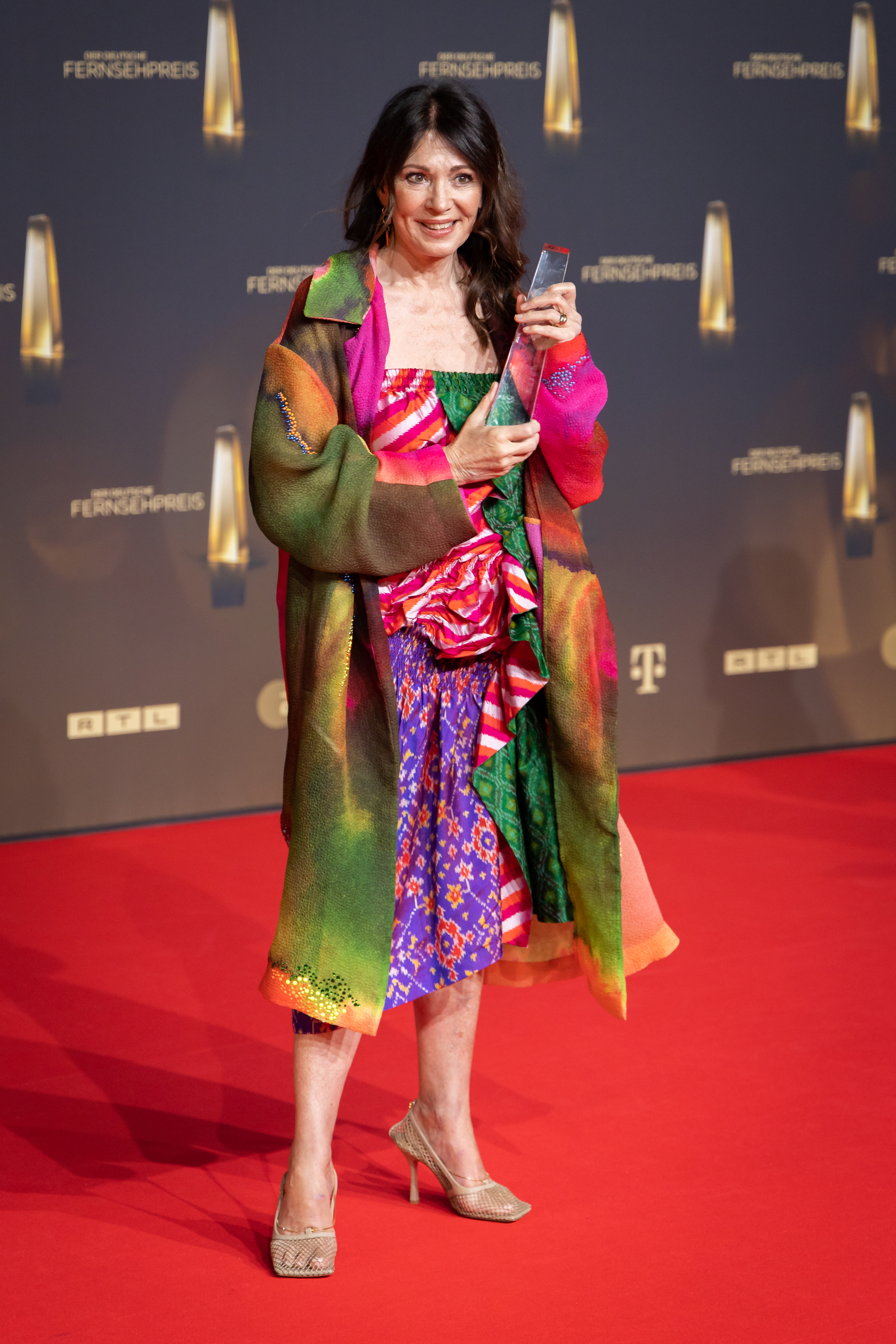
Iris Berben en 2022

- 1987, 2004 und 2012: Goldene Kamera (Premio Cámara de Oro)
- 1990, 2002 und 2009: Bambi
- 1997: Bundesverdienstkreuz (am Bande) (Orden del Mérito de la República Federal de Alemania)
- 2000: Goldene Europa GALA-Sonderpreis (Premio Especial Gala de Europa de Oro)
- 2001: Scopus Award (Premio Scopus)
- 2002: Leo-Baeck-Preis (Premio Leo Baeck)
- 2003: Bundesverdienstkreuz (1. Klasse) (Cruz Federal al Mérito, 1.ª Clase)
- 2004: Women’s World Award – World Tolerance Award (Premio Mundial de la Mujer - Premio Mundial a la Tolerancia)
- 2004, 2005 und 2007: Goldene Romy (Romy de Oro)
- 2005: Bayerischer Verdienstorden (Orden al Mérito de Baviera)
- 2006: Medaille „München leuchtet – Den Freunden Münchens“ in Gold (Medalla "Munich Brilla - Para los Amigos de Múnich" en Oro)
- 2007: Karl-Valentin-Orden (Orden Karl Valentin)
- 2007: Berliner Bär (B.Z.-Kulturpreis) (Oso de Berlín - Premio Cultural B.Z.)
- 2007: Steiger Award (Premio Steiger)
- 2008: Besondere Ehrung beim Adolf-Grimme-Preis (Mención Especial en el Premio Adolf Grimme)
- 2009: Auszeichnung für Zivilcourage (Premio por Valor Cívico)
- 2010: Internationaler Mendelssohn-Preis zu Leipzig (Kategorie Gesellschaftliches Engagement) (Premio Internacional Mendelssohn en Leipzig, Categoría Compromiso Social)
- 2010: Nominierung für International Emmy Award für den Mehrteiler Krupp – Eine deutsche Familie in der Kategorie Beste Leistung einer Schauspielerin (Nominación al Premio Emmy Internacional por la Serie Krupp - Una familia alemana en la categoría Mejor Actriz)
- 2011: Bayerischer Fernsehpreis, Ehrenpreis für das Lebenswerk (Premio de Televisión de Baviera, Premio Honorífico por su Trayectoria)
- 2011: Courage-Preis (Premio Courage)
- 2011: Bayerische Verfassungsmedaille in Silber (Medalla de la Constitución de Baviera en Plata)
- 2012: Grimme-Preis für Liebesjahre (zusammen mit Magnus Vattrodt, Matti Geschonneck, Peter Simonischek, Nina Kunzendorf und Axel Milberg) (Premio Grimme por Liebesjahre (junto con Magnus Vattrodt, Matti Geschonneck, Peter Simonischek, Nina Kunzendorf y Axel Milberg))
- 2012: Rose d’Or, Kategorie „Lifetime Rose“ (Rose d'Or, Categoría "Rosa de por Vida")
- 2013: Preis für Verständigung und Toleranz des Jüdischen Museums Berlin (Premio por la Comprensión y Tolerancia del Museo Judío de Berlín)
- 2013: Europäischer Kulturpreis »Pro-Humanitate« (Premio Europeo de la Cultura "Pro Humanitate")
- 2013: Theodor-Lessing-Preis (Premio Theodor Lessing)[47]
- 2014: Erich-Kästner-Preis (Dresden) (Premio Erich Kästner (Dresde))
- 2014: Ehrenpreis des Hessischen Ministerpräsidenten im Rahmen des Hessischen Film- & Kinopreises (Premio de Honor del Presidente de Hesse en el marco del Premio de Cine y Cine de Hesse)[48]
- 2015: Verdienstorden des Landes Berlin (Orden del Mérito del Estado de Berlín)
- 2015: Herbert-Strate-Preis (Premio Herbert Strate)
- 2015: Toni-Pfülf-Preis (Premio Toni Pfülf)[49]
- 2016: Georg-August-Zinn-Preis (Premio Georg-August-Zinn)[50]
- 2017: Goldener Ochse (Buey de Oro)
- 2018: Platin-Romy (Romy de Platino)[51]
- 2018: Festival des deutschen Films – Preis für Schauspielkunst (Festival de Cine Alemán - Premio a la Actuación)[51]
- 2019: Filmfestival Max Ophüls Preis – Ehrenpreis (Festival de Cine Max Ophüls Preis - Premio de Honor)
- 2019: Bayerische Verfassungsmedaille in Gold (Medalla de la Constitución de Baviera en Oro)[52]
- 2020: Verdienstorden des Landes Nordrhein-Westfalen (Orden del Mérito del Estado de Renania del Norte-Westfalia)[53]
- 2020: Zurich Film Festival – Goldenes Auge für ihr Lebenswerk (Festival de Cine de Zúrich - Ojo de Oro por su Trayectoria)
- 2022: Orden wider den tierischen Ernst (Orden contra la Seriedad Animal)
- 2022: Deutscher Fernsehpreis 2022 – Ehrenpreis der Stifter (Premio de Televisión Alemán 2022 - Premio Honorífico de los Fundadores)[54]
- 2022: Martin-Buber-Plakette (Placa Martin Buber)
- 2023: Schillerpreis der Stadt Marbach am Neckar (Premio Schiller de la Ciudad de Marbach am Neckar)[55]